# Speed bike

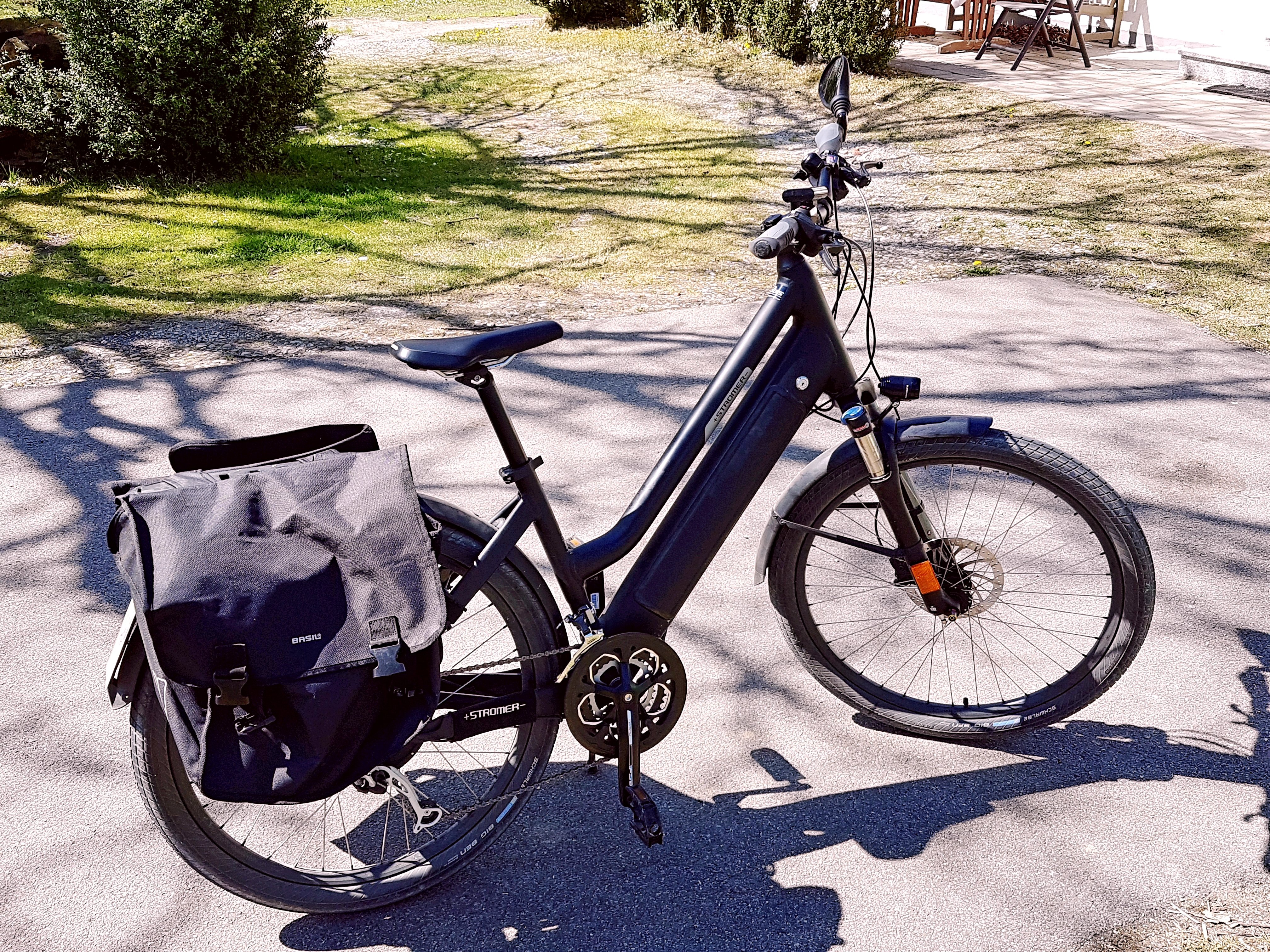
Exemple de speed bike (modèle ST1 de la marque Stromer).

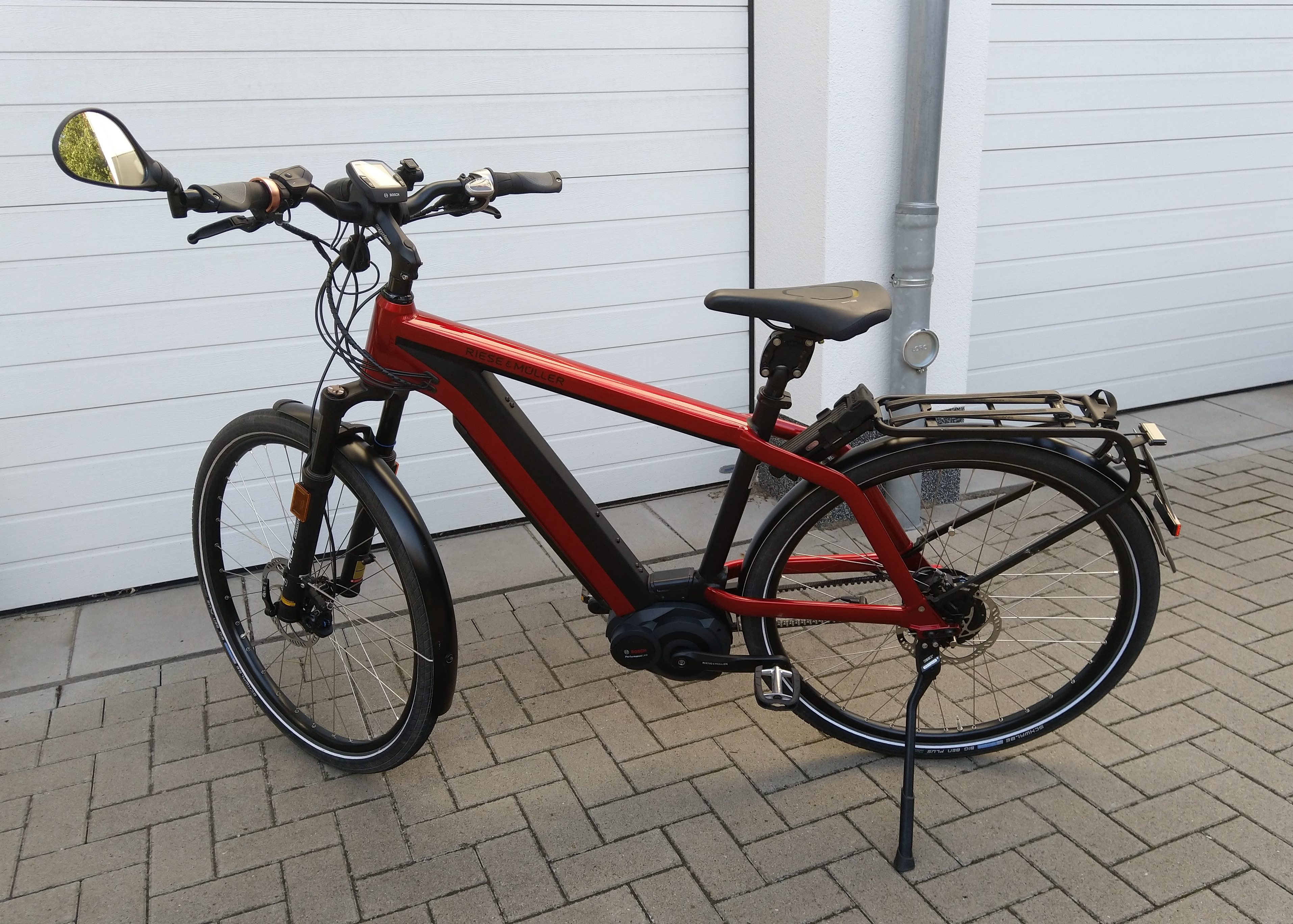
Exemple de speed bike (modèle de la marque Riese und Müller.

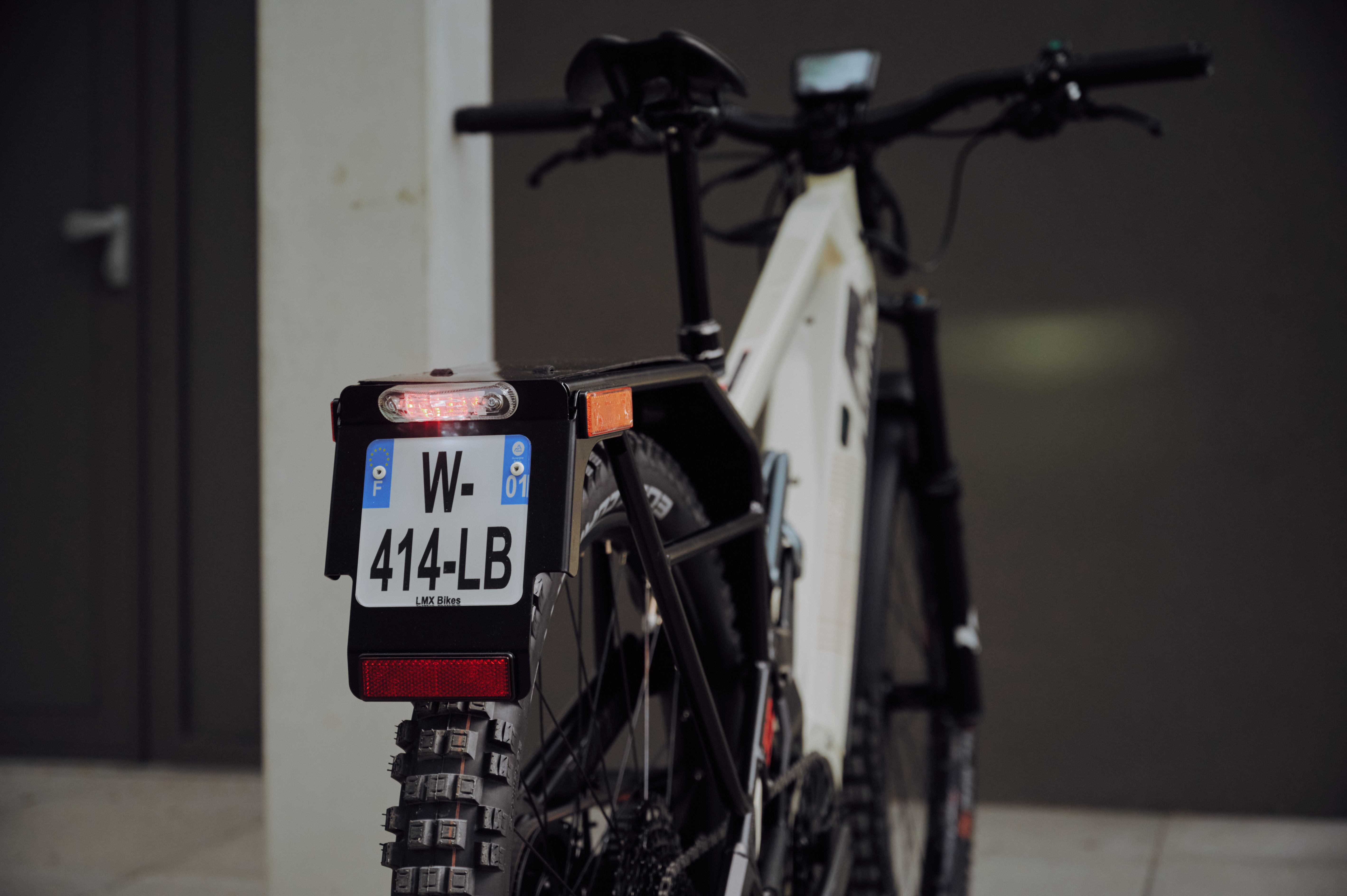
Exemple de speed bike immatriculé (modèle LMX 56 de la marque LMX Bikes).

Un speed bike, également orthographié speedbike ou speed-bike, aussi appelé speed pedelec (notamment en Belgique), S-pedelec (notamment en Suisse) ou encore speedelec, est un vélo électrique dont l'assistance est active jusqu'à 45 km/h et dont la puissance du moteur peut dépasser 250 watts,.

## Règlementation

### En Belgique

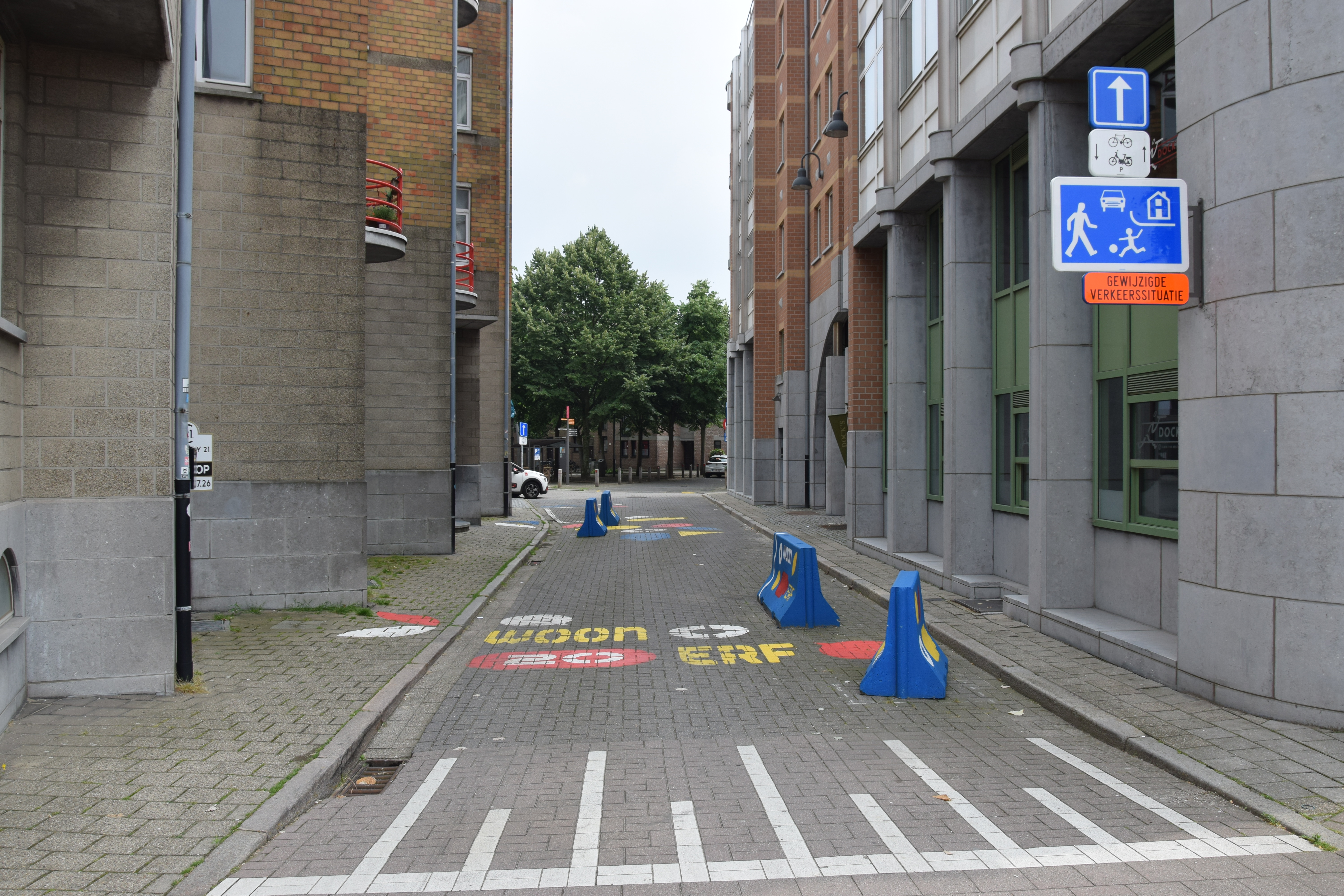
Un panneau M17 signalisant une voie autorisée pour les speed pedelecs en contresens (à 20 km/h), à Anvers.

En Belgique, les speed pedelecs forment la classe P des cyclomoteurs (aux côtés de la classe A correspondant aux cyclomoteurs limités à 25 km/h, et de la classe B correspondant aux cyclomoteurs ordinaires). Depuis 2020, un speed pedelec est assimilé à un vélo pour l'indemnité vélo.
Le port du casque, l'immatriculation (plaque d'immatriculation) et un permis de conduire y sont obligatoires pour circuler en speed pedelec.
En ce qui concerne les règles de circulation, les speed pedelecs suivent les règles des autres cyclomoteurs. En règle générale, ceux-ci sont autorisés à circuler sur la piste cyclable, et éventuellement sur la route en agglomération. L'autorité routière peut déroger à cette règle générale en inscrivant un panneau pour les cyclomoteurs, éventuellement limité aux speed pedelecs avec la lettre « P » (pour pedelec).

Panneaux de signalisation spécifiques pour les speed bikes (lettre P)
F99c
F101c
F99a
F101a

M11
M12
M13
M14
M15

M16
M17
M18
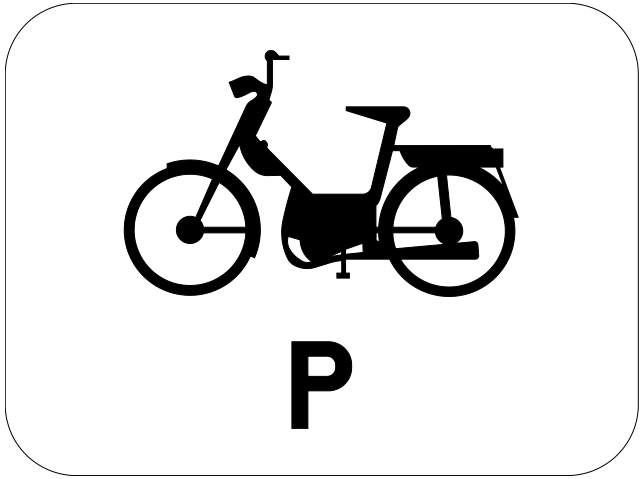
M19
M20

Dans une zone cyclable ou une rue cyclable, les speed pedelecs, comme les autres véhicules à moteur, ne sont pas autorisés à dépasser les cyclistes et ne peuvent pas rouler à plus de 30 km/h (comme aussi les cyclistes). En Flandre, les radars automatiques peuvent flasher les speed pedelcs dépassants les 30 km/h.
Les speed pedelecs ne sont pas autorisés à circuler :
- sur une piste cyclable et piétonne partagée (avec panneau de signalisation D10) ;
- à contresens dans les rues à sens unique où le contresens n'est autorisé qu'aux cyclistes ;
- dans une zone piétonne accessible uniquement aux cyclistes ;
- sur les chemins de halage officiels, sauf exception expresse.

Ils sont toutefois autorisés à suivre le panneau de signalisation qui tourne à droite en passant au rouge aux feux tricolores (après avoir donné la priorité requise aux piétons et aux automobilistes).

#### Infrastructure
En 2022, le gouvernement flamand a explicitement cité la popularisation des speed pedelecs (et des vélos cargos) comme raison pour mettre à jour ses lignes directrices concernant la largeur des infrastructures cyclables en Flandre, qui seront plus larges.
En 2023, ce même gouvernement a annoncé que les speed pedelecs seront autorisés (par des panneaux) à circuler sur les chemins de halage (2 000 km) en Flandre à condition de respecter une vitesse maximale de 30 km/h.
Les provinces flamandes veulent autoriser les speed pedelecs sur tout leur réseau des cyclostrades (2 700 km de pistes cyclables rapides). Le statut actuel des cyclostrades individuelles est indiqué sur leur site web commun.

### En France
Les speed bikes appartiennent à la classe de véhicules L1e-B (catégorie L1e : véhicule à deux roues dont la vitesse maximale par construction est égale ou supérieure à 6 km/h et ne dépasse pas 45 km/h, équipé d'un moteur d'une cylindrée ne dépassant pas 50 cm3 s'il est à combustion interne à allumage commandé et d'une puissance maximale nette n'excédant pas 4 kilowatts ; sous-catégorie B : véhicule de catégorie L1e autre que L1e-A, c'est-à-dire qui n'est pas forcément muni de pédales et d'un mode de propulsion auxiliaire d'aide au pédalage d'une puissance maximale inférieure à 1 kW et qui s'interrompt dès que le véhicule atteint une vitesse égale ou supérieure à 25 km/h).
Ils sont soumis à la même réglementation que les cyclomoteurs de moins de 50 cm3,,.
Les conducteurs de speed bikes doivent donc :
- avoir au moins 14 ans ;
- être détenteurs du permis AM pour les personnes nées à partir du 1er janvier 1988 ;
- porter un casque homologué pour les cyclomoteurs ;
- utiliser un vélo muni des équipements obligatoires pour les cyclomoteurs : indicateur de vitesse, feux stop, totaliseur kilométrique, rétroviseur, etc. ;
- utiliser un vélo immatriculé et assuré ;
- ne pas utiliser les aménagements cyclables, sauf indication contraire.

### Aux Pays-Bas

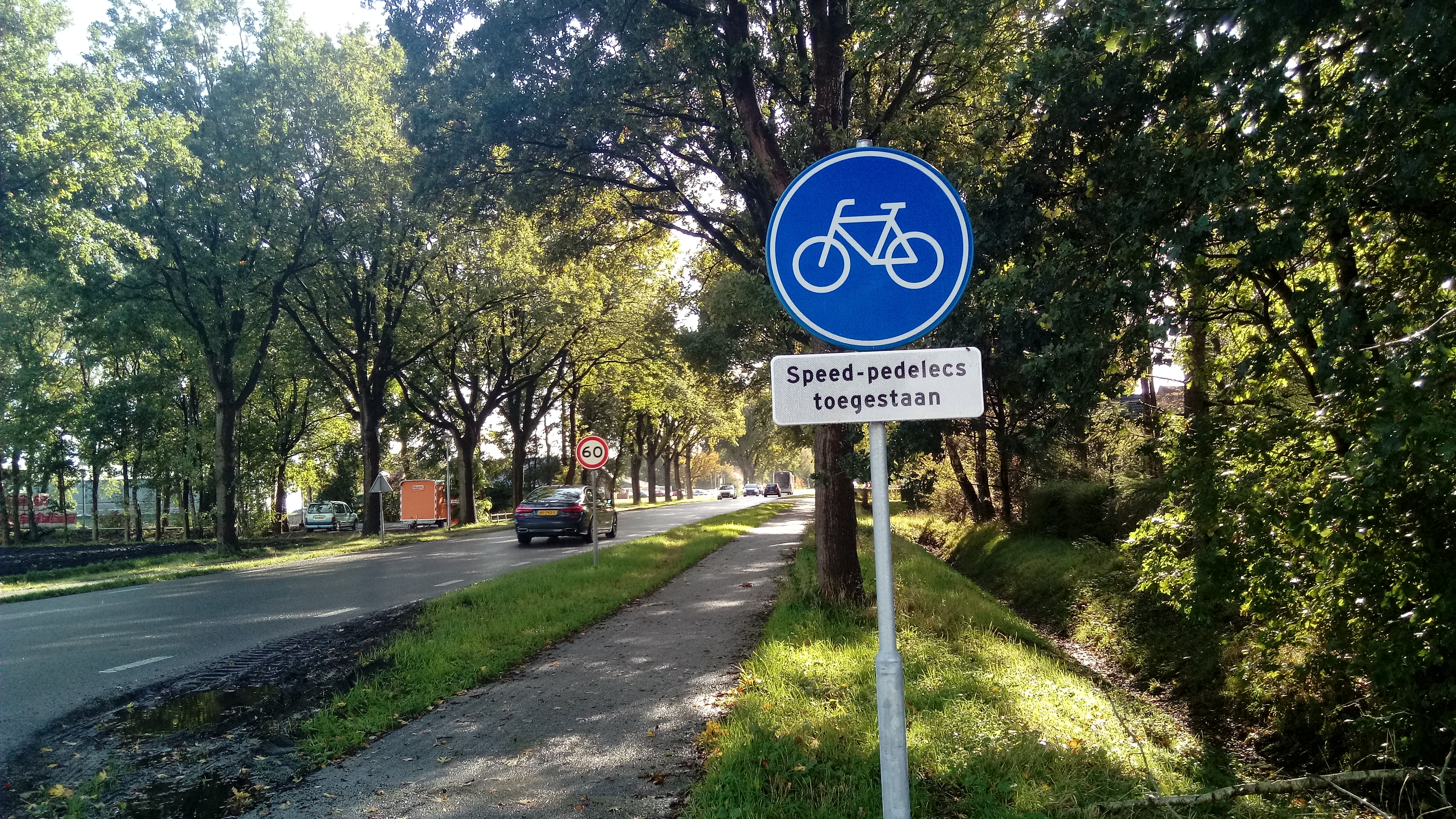
Panneau G11s signalisant une voie cyclable autorisée aux speed pedelecs, à Winschoten aux Pays-Bas.

Aux Pays-Bas, l'assurance est obligatoire (avec plaque d'immatriculation jaune associée ), et depuis 2017, le port du casque est obligatoire.
En ce qui concerne les règles de circulation, les speed pedelecs suivent à peu près les mêmes règles que les cyclomoteurs.
Les conducteurs de speed pedelecs doivent :
- être âgés d'au moins 16 ans ;
- avoir un permis cyclomoteur (type AM) ;
- porter un casque de cyclomoteur homologué ou un casque de speed pedelec homologué ;
- disposer d'une assurance responsabilité civile ;
- avoir le certificat d'immatriculation sur eux ;
- circuler sur la piste réservée aux vélos et aux cyclomoteurs, ou sur la chaussée ; ils ne sont donc pas autorisés à circuler sur la piste cyclable réservée aux vélos ;
- respecter les vitesses maximales suivantes :
  - 45 km/h sur route,
  - 40 km/h sur la piste réservée aux vélos et aux cyclomoteurs, hors agglomération,
  - 30 km/h sur la piste réservée aux vélos et aux cyclomoteurs, en agglomération.

### En Suisse
En Suisse, les speed bikes sont désignés comme des « cyclomoteurs électriques ». Ils doivent utiliser les pistes cyclables. Ils doivent arrêter le moteur pour circuler sur les parcours mixtes (piétons et vélos).
Un permis de catégorie M et le port du casque sont obligatoires. Les vélos électriques rapides doivent être immatriculés et munis d'une vignette.

## Marché

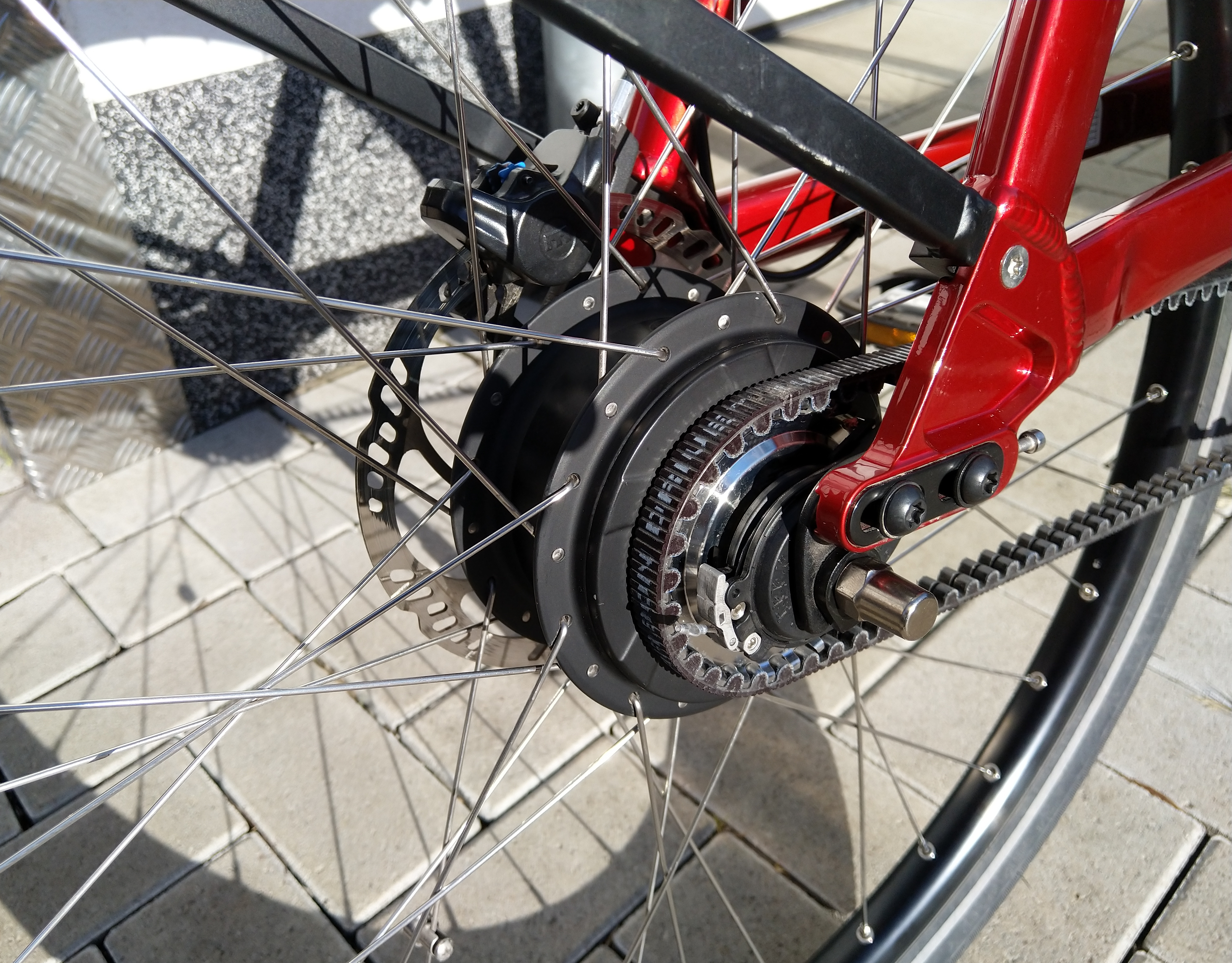
Exemple de système de transmission par courroie crantée et de freinage à disque sur un speed bike (New Charger S-Pedelec de Riese und Müller).

En Belgique, 15 672 immatriculations ont été effectuées en 2023 pour les speed pedelecs neufs, et 6 805 immatriculations pour les speed pedelecs du marché de l’occasion. En 2022, 17 711 speed pedelecs ont été vendus, soit 2,6 % du nombre total de vélos vendus, tandis que les VAE représentaient 47,2 % du total de vélos vendus. Au 1er juin 2022, 57 754 speed pedelecs étaient immatriculés en Belgique au total, surtout en Flandre (96 %).
En France, 858 immatriculations de speed bikes ont été effectuées en 2018, soit 0,25 % des VAE vendus ; cette proportion est plus élevée en Suisse (14 % en 2018). Selon les données d’immatriculations françaises du ministère de l’Intérieur, 86 % ont été immatriculés par des hommes, et par des personnes ayant 53 ans en moyenne. Leur concentration dans les grandes métropoles et la zone frontalière avec la Suisse suggère que les speed bikes ont été achetés par une population plutôt aisée, ce qui est cohérent avec le surcoût que représente leur achat neuf (au prix de 4 000 € en moyenne en Flandres en 2018) par rapport au prix moyen d'un vélo mécanique ou d'un vélo à pédalage assisté. Quatre principaux profils d'acheteurs ont été établis : les « optimisateurs temporels » (qui souhaitent réduire leur temps de trajet en milieu dense), les « militants écologistes » (qui souhaitent réduire leur empreinte environnementale et sont plus jeunes que la moyenne des acheteurs), les « optimisateurs économiques » (qui souhaitent réduire le coût de leur transport et sont moins favorisés que la moyenne des acheteurs) et les « hédonistes » (qui souhaitent augmenter leur pratique sportive et le plaisir de se déplacer, et sont plus âgés que la moyenne des acheteurs).
Aux Pays-Bas, au 1er juillet 2022, au total 30 102 speed pedelecs étaient immatriculés.

## Sécurité routière
L'accidentalité des speed bikes est supérieure à celle des VAE, selon les données recueillies par l'Union des cyclistes de Flandre en Belgique.

## Intérêt environnemental
Selon une étude réalisée par une société de consultants et par la Zweirad-Industrie-Verband, une association de producteurs de deux-roues, les speed bikes, tout comme de nombreux véhicules intermédiaires, offriraient une alternative écologique à la voiture, en particulier pour les navetteurs effectuant de longs trajets, grâce à leur puissance supérieure à celle des VAE et leur poids inférieur à celui des voitures ; ils permettraient ainsi de réduire les émissions de gaz à effet de serre.
Le potentiel de remplacement des déplacements en voiture est estimé à 37 % en Allemagne selon une étude publiée en 2023. En France, selon une étude du bureau de recherche 6t publiée en partenariat avec l'ADEME en 2019, au maximum 12 à 13 % des actifs qui vont travailler en voiture pourraient se reporter sur le speedelec, et le potentiel plus réaliste, à moyen terme, en tenant compte de la concurrence avec le vélo et le VAE sur les trajets de moins de 10 km ainsi que des contraintes budgétaires liées à l’achat du speedelec (plus coûteux, avec un prix de 4 000 € en moyenne à l’achat neuf), et en limitant donc le potentiel aux cadres et aux personnes faisant des trajets domicile-travail de plus de 10 km, a été évalué à 380 000 personnes, soit 2 % des actifs se rendant au travail en voiture.